# Vátslav Voróvsky
Vátslav Vátslavovich Voróvsky (en ruso: Ва́цлав Ва́цлавович Воро́вский; en polaco: Wacław Worowski) (1871–1923) fue un revolucionario marxista y crítico literario. También fue uno de los primeros diplomáticos de la Unión Soviética. Fue víctima de un asesinato en mayo de 1923 en Lausana, Suiza, donde fue el representante oficial del gobierno soviético en la Conferencia de Lausana.

## Biografía

### Primeros años
Nació en 1871 en Moscú, siendo hijo de un ingeniero polaco. Tras la finalización de la escuela secundaria, se inscribió en la Universidad de Moscú, donde conoció la ideología comunista.

### Carrera política
Se hizo activo en el movimiento socialista en 1895. Fue detenido por la policía secreta zarista poco después y condenado a tres años de exilio en la ciudad de Orlov. Tras su liberación adoptó un pseudónimo secreto "P. Orlovsky", como un recuerdo a esta experiencia. Durante el curso de su carrera secreta, también usó los seudónimos "Y. Adamovich", "M. Schwarz", "Josephine" y "Félix Alexandróvich".
Emigró a Europa Occidental en 1902, pasando el tiempo en Italia, Alemania y Suiza. En 1903 se afilió a la facción bolchevique del Partido Obrero Socialdemócrata de Rusia, convirtiéndose en director del órgano oficial del partido, Vperyod («Adelante»), en 1905.
Durante la revolución rusa de 1905, volvió a Rusia, trabajando activamente como un revolucionario en San Petersburgo. Después de la derrota de la insurrección de 1905 se trasladó a Odesa, en Ucrania, realizando actividades clandestinas entre 1907 y 1912. Ese año fue detenido de nuevo y fue deportado.
Volvió a Rusia en 1915, aterrizando en Petrograd (el nuevo nombre de San Petersburgo) pero pronto fue enviado a Estocolmo por una empresa de negocios.
Fue el primer director de Gosizdat, la editorial estatal soviética, desde su fundación en 1919 hasta 1921.

### Carrera diplomática
Tras la victoria de la revolución bolchevique en noviembre de 1917, fue nombrado representante diplomático del gobierno soviético en Escandinavia, permaneciendo con sede en Estocolmo. Allí fue el punto de contacto entre el nuevo gobierno bolchevique y los representantes del gobierno de Alemania, mediante Alexander Parvus, comunicándose con Philipp Scheidemann durante noviembre y diciembre de 1917.
En diciembre de 1918, Suecia, respondiendo a la presión de las potencias aliadas que estaban decididas a imponer un bloqueo, retiró el reconocimiento oficial de Vorovsky como representante de la Rusia soviética. Esta acción por parte del gobierno sueco forzó el regreso de Vorovsky a Rusia el mes siguiente. Esta acción tomada contra Vorovsky se convirtió el precedente seguido por el Reino Unido para la expulsión de Maksim Litvínov en septiembre de 1918 y de Alemania para la expulsión de Adolf Iofe en noviembre de ese mismo año.
En marzo de 1919, fue miembro de la delegación soviética al Congreso Fundador de la Internacional Comunista. Fue nombrado representante del Partido Comunista Ruso en el Comité Ejecutivo del Comintern. También fue uno de los secretarios de la organización, junto con Angélica Balabanova. Grigori Zinóviev fue designado como presidente de la organización.
En julio de 1920, reanudó su trabajo como diplomático soviético, participando en negociaciones diplomáticas con Polonia.
De 1921 a 1923, fue el representante soviético en Italia. Allí participó en los intentos de negociación de un acuerdo comercial entre los dos países, con un pacto preliminar firmado en diciembre de 1921. Sin embargo, este éxito resultó de corta duración, ya que las negociaciones para extender el tratado de seis meses fracasaron en mayo de 1922.
Fue miembro de la delegación soviética a la Conferencia de Génova de 1922, un grupo encabezado por el ministro de Exteriores soviético Gueorgui Chicherin.

### Asesinato
La última misión diplomática de Vorovsky ocurrió en la primavera boreal de 1923, cuando se desempeñó como representante soviético a la Conferencia de Lausana de 1923. Acompañado por dos diplomáticos adjuntos, llegó a Lausana desde Roma el 27 de abril, con la esperanza de obligar a los participantes oficiales de la conferencia a reconocer los intereses soviéticos en el estrecho turco del Mar Negro.
El 9 de mayo, envió su informe final a Moscú, señalando que tres días antes un grupo de jóvenes de derecha había aparecido en su hotel y buscó una reunión. Vorovsky escribió:

Me negué a recibirlos, y el camarada Ahrens, que se dirigió a ellos para averiguar de qué se trataba, los desechó de inmediato, diciéndoles que debían poner tales asuntos ante su Gobierno. Ahora van por la ciudad declarando que nos obligarán a salir de Suiza por la fuerza, y así sucesivamente.
En cuanto a si la policía está tomando alguna medida para nuestra seguridad, no tenemos ni idea, en cualquier caso, no es evidente en la superficie. Sólo es demasiado evidente que detrás de estos chicos hay una mano de dirección consciente, posiblemente extranjeros. El Gobierno suizo es bien consciente de lo que está pasando, porque los periódicos están llenos, y debe asumir la responsabilidad de nuestra seguridad. El comportamiento del Gobierno suizo es una violación vergonzosa de las garantías dadas al principio de la conferencia y cualquier ataque contra nosotros en este país particularmente bien organizado sólo es posible con el conocimiento y el permiso de las autoridades, que poseen la responsabilidad.

En la noche del 10 de mayo de 1923, Vorovsky estaba sentado en una mesa del restaurante de su hotel con sus colegas cuando el grupo fue abordado por un individuo que no conocían. La figura desconocida, un emigrado bielorruso llamado Maurice Conradi, sacó un arma y mató a Vorovsky, hiriendo además a sus dos compañeros, Ahrens y Dilvilkovsky. Conradi fue defendido por el abogado Théodore Aubert y luego absuelto por el tribunal suizo en el epílogo de lo que se conocería como el «asunto Conradi». Posteriormente se alegó que el asesinato fue realmente ordenado por Stalin.